# Dreikönigenviertel (Neuss)

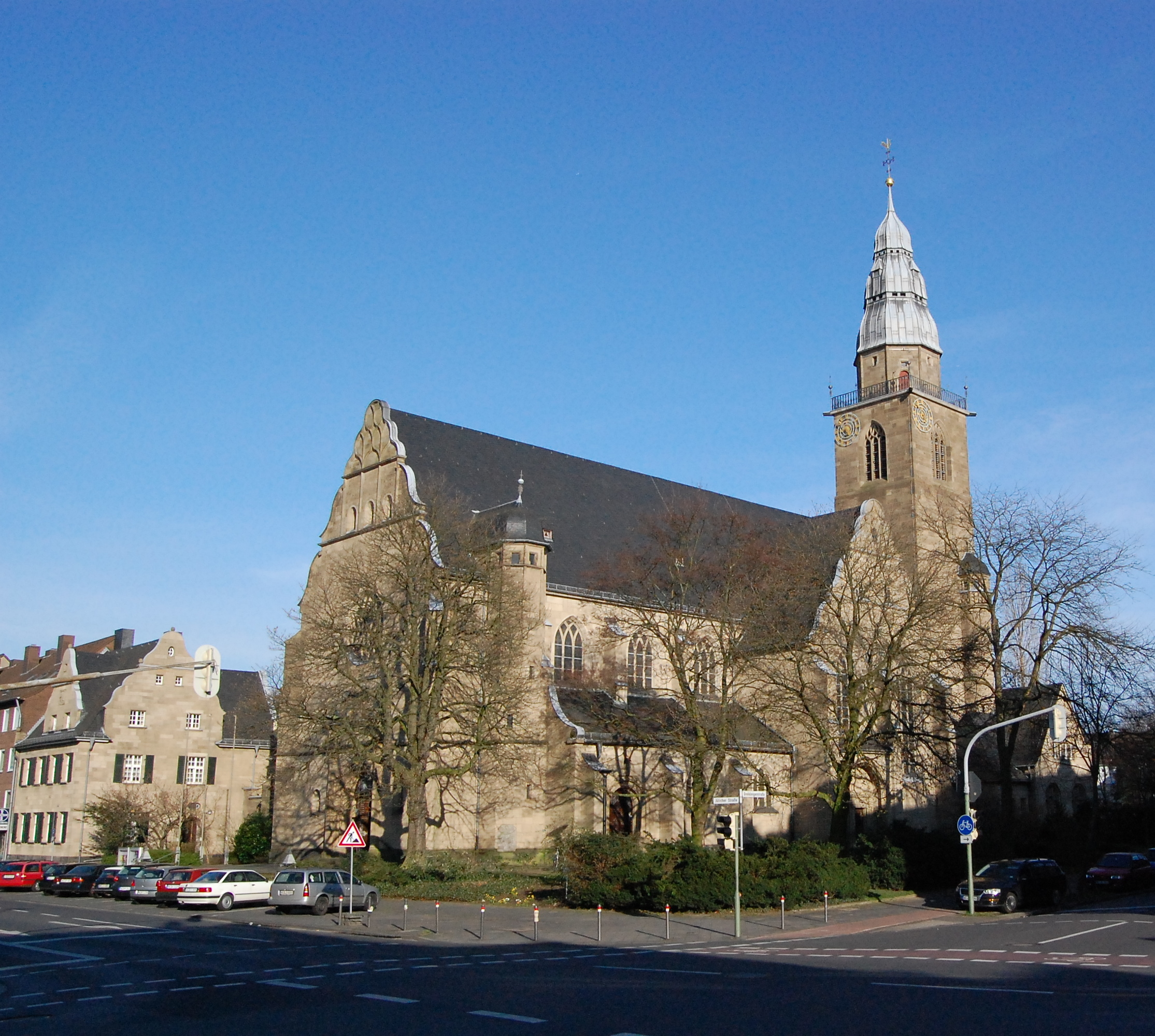
Neuss, Dreikönigenkirche

Das Dreikönigenviertel ist der statistische Bezirk 02 der Stadt Neuss, der sich südlich an die Innenstadt anschließt. Seine Fläche beträgt 1,10 km². Namensgebend ist die katholische Dreikönigenkirche, errichtet ab 1909. 

## Geographie
Im Norden wird das Viertel durch den in der Zeit Napoleons errichteten Nordkanal begrenzt. Dieser mündet hier in die Obererft, die den Bezirk gegen das östlich liegende Augustinusviertel abgrenzt. Im Süden liegt der Bezirk Pomona und im Westen das Stadionviertel. Zu den Attraktionen zählen der Botanische Garten der Stadt Neuss und die Obererft.

## Bevölkerung
Am 1. Januar 2008 waren in diesem Bezirk 7048 Einwohner gemeldet. Bei dieser Zählung gab es darunter 567 Kinder unter 10 Jahren und 1497 Personen im Alter von 65 Jahren und mehr. Zum 31. Dezember 2021 waren es 6965 Einwohner, der Anteil von Personen mit nicht-deutscher Staatszugehörigkeit betrug 14,2 %.

## Verkehrsanbindung
Im Dreikönigenviertel  befindet sich der Haltepunkt Neuss Süd der Kategorie 6, an dem die S-Bahn S11 verkehrt. Er ist auch an das ÖPNV-Netz der Stadt Neuss angeschlossen.

## Bildung
- Nelly-Sachs-Gymnasium
- Friederrich-von-Bodelschwingh Grundschule
- Berufsbildungszentrum Neuss-Weingartstrasse